# Azzio
Azzio là một đô thị và thị xã của Ý. Đô thị này thuộc tỉnh Varese trong vùng Lombardia. Azzio có diện tích 2 km2, dân số theo ước tính năm 2010 của Viện thống kê quốc gia Ý là 701 người. 
Các đơn vị dân cư:
Đô thị Azzio giáp với các đô thị: